# Bo Selinder
Bo Selinder, född 23 oktober 1987, är en svensk låtskrivare och artist. Han föddes och växte upp i Luleå, studerade komposition vid Framnäs Folkhögskola och Musikhögskolan i Piteå (2006-2013) och flyttade sedan tillbaka till Luleå igen. 

## Utmärkelser, stipendier och priser
- Rosenströmska stiftelsens kulturpris 2023
- Rubus Arcticus 2018[1]
- Årets Luleåprofil (Rotary) 2018
- Bubbenpriset 2010
- Luleå kommuns kulturstipendium 2013
- Gullefjunstipendiet 2009
- Vinnare av rikstävlingen Smask 2008 med låten "Rosa kalsonger" av Bo Selinder, Robert Råberg och Emil Råberg[2]
- Rotarys kulturstipendium 2004

## Utgivningar
- Albumet "Skillingnytt till kaffet" (2023; Kind Exploring; endast fysisk upplaga)
- Albumet "Andra rummet" (2022; DigiNorth)
- Albumet "Skillingnytt" (2021; Kind Exploring)
- EP:n "Sången från balkongen ovanför" (2019; DigiNorth)
- Boken "I min blommiga ballong" (2019; Barents Publisher)[3][4]